# 湯馬斯角
62°10′S 58°30′W / 62.167°S 58.500°W
湯馬斯角（Point Thomas），是南極洲的海岬，位於南設得蘭群島的喬治王島，處於埃斯庫拉灣入口處南部，由法國探險隊繪入地圖，現時由南極條約體系管理。